# Quiniquinaus
Os quiniquinaus, também conhecidos como  Kinikinau ou Kinikináo   são um povo indígena que habita as margens do médio rio Miranda, no estado brasileiro de Mato Grosso do Sul, mais precisamente na Área Indígena Lalima. Constituíram-se como um subgrupo dos guanás.

Durante muito tempo, os Kinikinau foram convencidos, pelo órgão indigenista oficial brasileiro, a renunciar à sua identidade, autodeclarando-se Terena - grupo com os qual têm estreitos vínculos históricos e culturais. Porém, nos últimos anos,  os Kinikinau passaram a reivindicar o reconhecimento de sua singularidade étnica e a reconquista de parte de seu território tradicional.